# Astroides calycularis
Espèce
Statut CITES
Astroides est un genre de coraux à cupules pierreux de la famille Dendrophylidae. Le taxon est monotypique (1 seul sous-taxon), l'unique espèce sclétactiniaire étant Astroides calycularis, qui est endémique à l'ouest de la mer Méditerranée. L'espèce a été décrite en 1766 par la naturaliste germanique Peter Simon Pallas.
Cette espèce est protégée au titre des conventions de Berne et de Barcelone.

## Description
Astroides calycularis est un corail colonial, constituée en un groupe de polypes, chacun positionné sur une coupe de pierre nommé calyx/calice. Les colonies ont entre 25 et 30cm de diamètre pour une hauteur d'une dizaine de cm, chaque polype ayant entre 1 et 2cm de diamètre. Les polypes sont jaunes ou orange, chacun ayant une frange d'une trentaine de tentacules très courts qui entoure une bouche en forme de fente. Le mode de reproduction est asexué, les nouveaux polypes se séparent du "polype-mère" et vont secréter leurs propres calices. Les colonies d'eau profonde sont en forme de buisson, les calices sont circulaires et le bourgeonnement se produit à différentes hauteurs sur les parois du calice. Les colonies d'eau superficielles ont tendance à être plus ellipsoïdes, les calices sont polygonaux.

## Distribution et habitat
Durant le Pléistocène, Astroides calycularis avait une plus large distribution géographique dans la mer Méditerranée qu'actuellement. L'espèce a disparu de la partie nord de sa distribution en raison d'un abaissement de la températures de l'eau, résultant de glaciations. De nos jours, l'espèce est très présente à l'ouest de la mer Méditerranée, au sud de la Sardaigne. En 1989, l'espèce a également été rencontrée pour la première fois dans la mer Adriatique. Cela coïncide avec l'augmentation de la circulation maritime dans l'ouest de la Méditerranée qui a permis aux larves pélagiques de survivre pour coloniser les fonds marins de la côte croate. A. calycularis est présente sur des roches ou des parois, en surplomb ou dans des grottes marines a des profondeurs de 70m. Dans les meilleures conditions abiotiques, l'espèce peut coloniser 90% du substrat disponible. Par exemple, dans une grotte près de l'Italie, il a été constaté que l'espèce était plus commune dans les endroits mieux éclairés que le corail solitaire Leptopsammia pruvoti.

## Biologie
A. calycularis est une espèce nocturne, les polypes sont rétractés vers leurs calices durant la journée. La nuit, les polypes se nourrissent de zooplancton, de petits poissons et éventuellement de bactéries. Le corail est azooxanthellate, c'est-à-dire qu'il n'est pas associé à des dinoflagellés symbiotiques, comme le sont certaines espèces de corail. 
En plus de la reproduction asexuée par bourgeonnement, les colonies formant l'individu A. calycularis sont gonochoriques, avec l'ensemble des polypes d'une même colonie ayant le même sexe. Les mâles libèrent les spermatozoïdes dans la mer et la fertilisation se déroule dans la cavité gastrale de la femelle. Les œufs ont un vittelus et les embryons sont couvés dans le coelenteron (cavité gastrale) jusqu'à la libération de larves planula dans la colonne d'eau.